# جاكي إي. هايز
جاكي إي. هايز (بالإنجليزية: Jackie E. Hayes)‏ هو سياسي أمريكي، ولد في 12 أكتوبر 1961 في الولايات المتحدة. حزبياً، نشط في الحزب الديمقراطي. وقد انتخب عضو مجلس نواب كارولاينا الجنوبية.